# Ludgero Marques
Ângelo Ludgero da Silva Marques (Santa Maria da Feira, 26 de março de 1938) é um empresário português.

## Biografia
Licenciado em Engenharia Mecânica pela Universidade do Porto, Ludgero Marques possui no seu currículo uma intensa atividade profissional e associativa.
É presidente de diversas empresas entre as quais se destaca a Cifial – Centro Industrial de Ferragens. Foi presidente da Associação dos Industriais Metalúrgicos e Metalomecânicos do Norte, fundador e presidente da Associação Portuguesa dos Industriais de Ferragens, entre outros. Entre 1985 e 2008 desempenhou as funções de presidente da direção da Associação Industrial Portuense/Associação Empresarial de Portugal (AEP), bem como da Exponor.
Deixou a Cifial em 2013. Devido a dificuldades da mesma, esta passou para as mãos do Fundo Recuperação, gerido pela ECS Capital.

## Condecorações
- Comendador da Ordem Civil do Mérito Agrícola e Industrial de Portugal - Classe do Mérito Industrial (21 de agosto de 1990)
- Comendador da Ordem de Orange-Nassau dos Países Baixos (25 de março de 1992)[1]
- Grã-Cruz da Ordem Civil do Mérito Agrícola, Industrial e Comercial de Portugal - Classe do Mérito Industrial (9 de junho de 1995)
- Grande-Oficial da Ordem do Infante D. Henrique de Portugal (29 de abril de 1999)[2]